# Basketball Club Vienna
Il Basketball Club Vienna (più comunemente B.C. Vienna o B.C. Hallmann Vienna per motivi di sponsorizzazione) è una squadra di pallacanestro della città di Vienna. Milita in Österreichische Basketball Bundesliga, la massima divisione del campionato di pallacanestro austriaco.
Nel 2013 ha vinto il suo primo ed unico titolo di campione d'Austria.

## Storia
Fondata nel 2001 ha raggiunto il massimo livello cestistico austriaco dopo cinque stagioni in 2. Basketball Bundesliga (il secondo livello cestistico austriaco). Nel 2010 si è fusa con la concittadina Basket 2000 zu BC Vienna e l'anno successivo è arrivata la prima qualificazione ai play-off per il titolo. Titolo di campione d'Austria che è giunto al termine della stagione 2012/13.

## Colori e simbolo
I colori della maglia del BC Vienna sono il bianco e il rosso.

## Palazzetto
Il BC Vienna gioca le partite casalinghe presso la Halle B della Wiener Stadthalle.

## Palmarès

### Trofei nazionali
- Campionato austriaco: 2

2012-13. 2021-22
- Coppa d'Austria: 1

2022
- Supercoppa d'Austria: 1

2015